# Блатно сатирче
Coenonympha oedippus е вид пеперуда от семейство Многоцветници (Nymphalidae). Видът е почти застрашен от изчезване.

## Разпространение
Разпространен е в Австрия, Белгия, Германия, Испания, Италия, Казахстан, Лихтенщайн, Монголия, Полша, Русия, Словакия, Украйна, Унгария, Франция, Швейцария и Япония.